# Iconomaques
Iconomaques és el nom d'un grup d'artistes de Luxemburg que es va allunyar de l'art figuratiu a fi de promoure l'art abstracte. Creat el 1954, els membres fundadors van ser Will Dahlem, Henri Dillenbourg, François Gillen, Emile Kirscht, Joseph Probst, Wenzel Profant, Michel Stoffel i Lucien Wercollier. Iconomaques va celebrar la seva primera exposició el 19 de juny 1954 al Museu Nacional d'Història i d'Art de Luxemburg i a l'Ajuntament a Esch-sur-Alzette. Després d'una segona exposició el 1959, el grup no va organitzar cap activitat addicional.
El comentarista Lucien Kayser va veure l'exposició «Iconomaques 1954» com el signe definitiu que l'art modern havia arribat a Luxemburg.